# Edith Jacobson
Edith Jacobson (apellido de nacimiento Jacobssohn; Chojnów, 10 de septiembre de 1897 – Rochester, estado de Nueva York, 8 de diciembre de 1978) fue una médica y psicoanalista alemana que fue encarcelada en 1935 por apoyar la resistencia contra el nazismo, pero logró huir en 1938. 
Entre 1954 y 1956 fue presidenta de la Sociedad Psicoanalítica de Nueva York. Hoy es reconocida como una de las principales teóricas y clínicas del psicoanálisis estadounidense postfreudiano, así como «una de las representantes más importantes de la teoría de las relaciones objetales en la psicología del yo».

## Biografía

### Vida y obra en Alemania
Edith Jacobssohn procedía de una familia judía. Su padre, Jacques Jacobssohn era médico y su madre, Pelagia Jacobssohn (de soltera Pulvermann) era música. Estudió medicina primeramente en Jena, para después continuar en Heidelberg (donde participó en los Ejercicios sobre el psicoanálisis de Freud de Hans W. Gruhle en 1919/1920 y en un curso sobre los Problemas básicos de la filosofía de la naturaleza con Viktor von Weizsäcker) y finalmente en Múnich, donde aprobó su examen de Estado (Staatsexamen) en 1922. A continuación realizó parte de su año de prácticas en la clínica pediátrica del Hospital Universitario de Heidelberg, donde se doctoró summa cum laude en 1923, y el resto, en la clínica interna de la Hospital Universitario de Múnich. Aquí conoció al médico psisomático Gustav Richard Heyer, con quien no sólo aprendió el método de la hipnosis, sino que también se familiarizó cada vez más con el psicoanálisis. Por ello, en 1925 se trasladó a Berlín, donde trabajó en la clínica privada de Hermann Oppenheim e inmediatamente comenzó su formación analítica, inicialmente con Arthur Kronfeld en el Institut für Sexualwissenschaft, (quien también la apoyó en la creación de su consulta a partir de 1928 remitiéndole principalmente pacientes femeninas adineradas). A partir de 1926 realizó su psicoanálisis didáctico con Otto Fenichel durante cuatro años.
El 18 de enero de 1930 fue aceptada como miembro extraordinario de la Asociación Psicoanalítica Alemana (DPG), tras su conferencia Contribución a la formación del carácter asocial del 10 de diciembre de 1929. Más adelante, en 1931, se convirtió en miembro de pleno derecho de dicha institución. A partir de 1933 integró Comité de Enseñanza y en 1934 pasó a ser reconocida como analista de didáctica de la DPG.
Fue una de las destinatarias de los boletines informativos de Fenichel y participó en el llamado «seminario infantil» de Fenichel. A partir de 1932 formó parte del grupo de trabajo marxista de Wilhelm Reich, con quien también colaboró en un centro de asesoramiento sexual para adolescentes en Berlín-Charlottenburg. 
A finales de los años veinte, dio conferencias en la «Asociación Unitaria para la Reforma Sexual Proletaria y la Protección de la Maternidad», fundada por Reich y estrechamente vinculada al Partido Comunista de Alemania (KPD). Participó en el «grupo de trabajo interconfesional» de Walter Schindler, que, según el recuerdo de Werner Kemper, había sido iniciado por Arthur Kronfeld, y en el que participaron conocidos psicoterapeutas como Johannes Heinrich Schultz, Alexander Herzberg, Manès Sperber, Fritz Künkel, Karen Horney, Harald Schultz-Hencke y otros.
Aunque era consciente del peligro que corría, fue una de las pocas analistas judías que se decidió en 1933 a no emigrar, permanecer para luchar contra el nazismo y hacerse  militante política socialdemócrata.Se unió al grupo de resistencia de orientación marxista Neu Beginnen [Comenzar de nuevo] y trató a otros miembros del grupo, aunque la DPG había prescrito abstinencia política a sus miembros. Organizaba círculos de lectura y enviaba informes sobre la situación en la Alemania nazi a Otto Fenichel, que vivía exiliado en Praga y difundía esta información desde allí.
Sin embargo, ni la DPG, ni la IPA estaban en conocimiento de su compromiso político e incluso habían prohibido a sus miembros que recibieran para análisis a pacientes que participaran en la resistencia, para no caer en desgracia con las autoridades del nuevo régimen- El 25 de octubre de 1935 fue detenida por la Gestapo en su domicilio de Berlín-Wilmersdorf porque se había negado a revelar información sobre un paciente. Ernest Jones, quien se encontraba implementando esta política de salvataje para la supervivencia de la institución psicoanalítica, se mostró consternado, pero a la vez furioso con el arresto de Jacobson y llegó a considerar que se había vuelto loca. No obstante, para evitar que fuese enviada a un campo de concentración, Jones organizó su defensa, bajo la asesoría de un abogado nazi. Finalmente, en un juicio político, fue condenada a dos años y medio de prisión con el cargo de alta traición.
Inmediatamente después de su encarcelamiento, comenzó a escribir notas personales sobre su situación vital, que ponía en peligro su existencia; también escribió poemas y un estudio psicoanalítico (publicado posteriormente como Betrachtungen über physische und psychische Hafteinwirkungen [Reflexiones sobre los efectos físicos y psicológicos del encarcelamiento]). Estos escritos permanecieron sin descubrir durante varias décadas y se publicaron 80 años después, en 2015, bajo el título Gefängnisaufzeichnungen. Cuando aún se encontraba en la cárcel escribió un ensayo sobre el superyó femenino, Wege der weiblichen Über-Ich-Bildung («Los modos de formación del superyó femenino») que planteaba una crítica profunda a la teoría de Freud sobre lo femenino. Este texto fue sacado de contrabando y leído —anónimamente— en el Congreso Psicoanalítico Internacional de Marienbad en 1936. En su opinión, para desarrollar un yo estable y un superyó independiente, la mujer debe aprender a aceptar su genital femenino como valioso y encontrar el camino de vuelta a las identificaciones maternas del yo y el superyó en lugar de adoptar el superyó masculino.  La segunda obra del período carcelario trata de los «Efectos psicológicos del encarcelamiento en las presas políticas» y no se publicó hasta 1949.
En prisión, Jacobssohn enfermó de diabetes y contrajo la enfermedad de Graves-Basedow. Se le concedió un permiso por ello. Consiguió escapar del hospital de Leipzig a Checoslovaquia a principios de 1938. Desde allí viajó a Estados Unidos, donde se estableció rápidamente. Tras su emigración, siempre se hizo llamar «Jacobson».

### Exilio y trayectoria profesional en Estados Unidos
Jacobson llegó a Nueva York el 9 de octubre de 1938. En 1939 aprobó un examen de idioma y el «State Board Examination» estadounidense. Ese mismo año abrió una consulta privada en Nueva York. En vista de la actitud hostil de los analistas americanos hacia el llamado psicoanálisis ejercido por legos, el hecho de que fuera médico le facilitó establecerse como analista.
En 1941 fue aceptada como miembro de la New York Psychoanalytic Society and Institute, trabajó en esta institución como analista docente desde 1942 y fue presidenta de la asociación de 1954 a 1956. También fue profesora visitante de psiquiatría en el Albert Einstein College of Medicine del Montefiore Hospital. Fue en Estados Unidos donde escribió sus principales obras, a través de las cuales alcanzó reconocimiento internacional. Sus obras no se centran en los destinos pulsionales, sino en las estructuras intrapsíquicas. Edith Jacobson se inspiró en la distinción entre objetos «buenos» y «malos» de Sándor Radó y en la psicología del yo de  Heinz Hartmann.
En 1964 se publicó su libro El sí mismo y el mundo objetal, en el que trataba de integrar la teoría de la pulsión y la teoría de la relación de objeto. Se considera una de las obras más importantes del psicoanálisis. Utilizando historias de casos, describe cómo los procesos de regresión en pacientes depresivos y borderline conducen a un grave deterioro de las relaciones objetales y de las funciones yoicas y superyoicas, acompañado de la disolución de las identificaciones formadoras de identidad. Según Jacobson, estos procesos también proporcionan información sobre el desarrollo normal de la identidad. Basándose en una investigación de las manifestaciones pulsionales del lactante a nivel de una matriz yo-ello psicosomática aún indiferenciada, el «sí mismo psicofísico más temprano», Edith Jacobson demostró cómo se construyen el sí mismo  y las representaciones objetales del niño y qué papel desempeñan en el desarrollo de las relaciones objetales y en la formación de la identidad.
El trabajo de Edith Jacobson sobre la depresión también se describe como un «clásico del psicoanálisis».  Según ella, todos los estados depresivos se basan en un conflicto narcisista desencadenado por la frustración entre la autoimagen deseante y la imago de un sí mismo fracasado y devaluado. La gravedad de una depresión depende, por un lado, del grado de frustración y, por otro, del tipo y la intensidad de las pulsiones implicadas. También sospechó la existencia de trastornos neurofisiológicos en la depresión psicótica.
La historia del psicoanálisis recoge los aportes de Jacobson y la señala como «una de las autoras más creativas dentro de los psicólogos del yo», principalmente por haber desarrollado los fundamentos teóricos para el abordaje clínico de las depresiones graves, a través de su distinción entre la depresión psicótica de la depresión neurótica, como asimismo por la elaboración de una teoría evolutiva de los afectos y de la relación de objeto (que posteriormente desarrolló Otto Kernberg). Se le reconoce también, junto con Hartmann, por su contribución a la distinción entre yo y self (sí mismo) y por haber señalado que los afectos no deben ser vistos solamente como descarga, sino como procesos de modulación entre tensión y alivio. En esta última teoría, Jabobson describió el papel del principio del placer para optimizar esta modulación.
Aunque su labor profesional fue reconocida en Estados Unidos, se relacionó principalmente en privado con otros exiliados.
Jacobson dejó de ser políticamente activa en Estados Unidos. Algo de su actitud social seguía manifestándose en los bajos honorarios que exigía por sus servicios en Nueva York.
Permaneció soltera y sin hijos. Murió el 8 de diciembre de 1978 en Rochester, Nueva York.

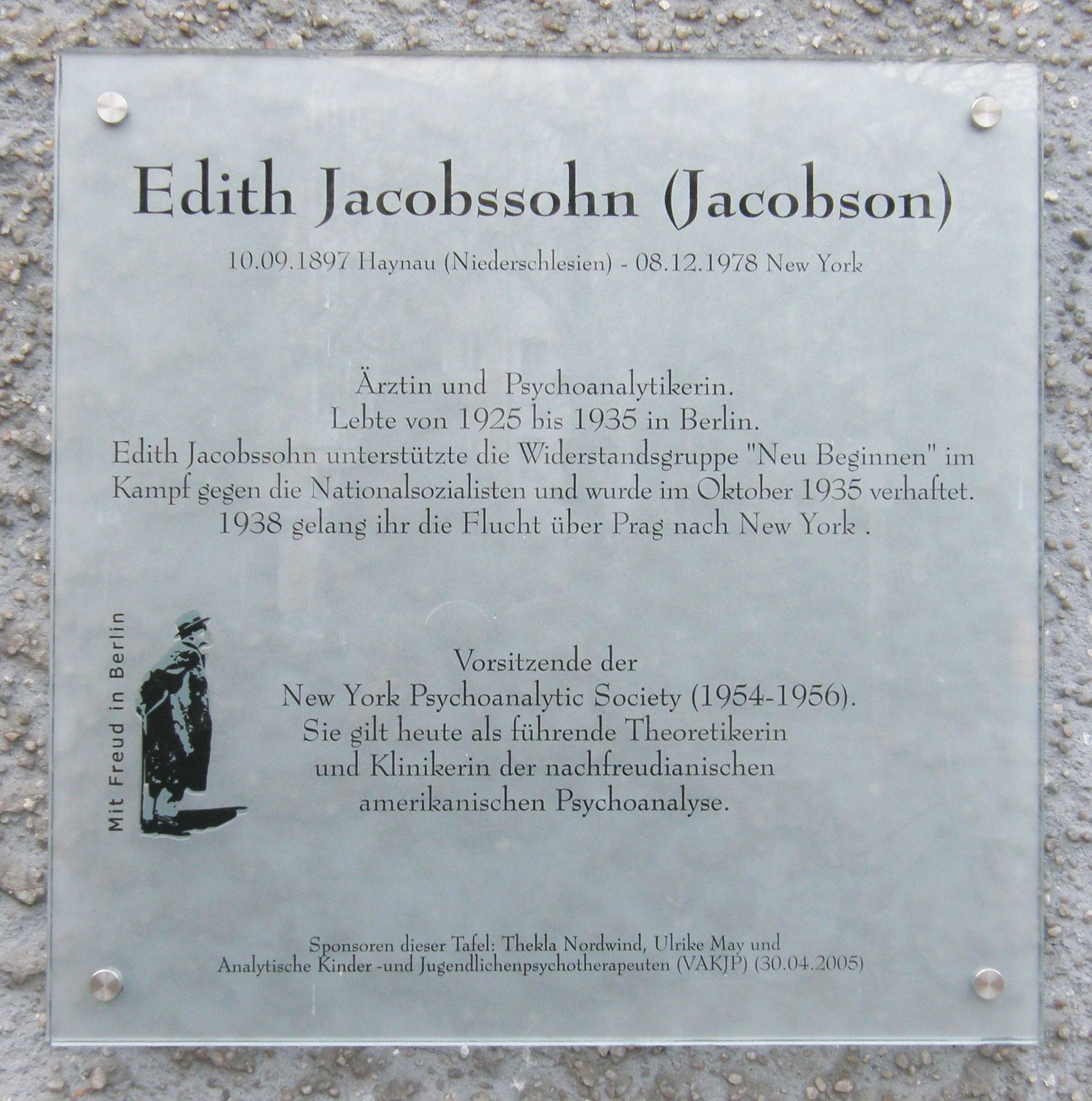
Placa conmemorativa de Edith Jacobson en la Emser Straße 39d en Berlin-Wilmersdorf, de la serie Mit Freud in Berlin.

## Placa de cristal en Berlín
Mit Freud in Berlin [Con Freud en Berlín] es el nombre de un proyecto de 16 placas de cristal en Wilmersdorf y Charlottenburg, financiado por los recorridos urbanos «...tras las huellas del psicoanálisis». Se descubría una placa en cada recorrido urbano, que normalmente tenía lugar como programa acompañante de un congreso psicoanalítico. Los patrocinadores eran compañeros de viaje, instituciones o congresistas. Todas las placas, salvo una, son de cristal y, según la incidencia de la luz, crean un reflejo o una sombra en la pared. Cada vez que se descubría una placa, se creaba también un cartel con las fechas más importantes en la vida de la persona o personas homenajeadas y con fotografías. El 30 de abril de 2005 se descubrió la placa conmemorativa de Edith Jacobson en Emser Straße 39d, patrocinada por Thekla Nordwind, Ulrike May y Psicoterapeutas Analíticos de Niños y Adolescentes. La ocasión era la 52ª conferencia anual de la Asociación de Psicoterapeutas Analíticos de Niños y Adolescentes (VAKJP). La conferencia llevaba por título: El cuerpo como recipiente. De la psique al cuerpo, del cuerpo a la psique.

## Publicaciones

### En alemán
- Beitrag zu asozialen Charakterbildung, in Internationale Zeitschrift für Psychoanalyse, Hg. Sigmund Freud, Internationaler Psychoanalytischer Verlag, Wien 1930, Jg. 16, S. 210–235 online
  - versión breve en: Zeitschrift für psychoanalytische Pädagogik, Verlag wie vor, 1930, H. 4, S. 291–298 u.d.T.: Ein weibischer Knabe und seine Heilung. Charakterstörungen und perverse Züge infolge uneinheitlicher Erziehung.
- En conjunto con Arthur Kronfeld: Psychoanalyse. En: Georg y Felix Klemperer (editores): Neue Deutsche Klinik. Vol. 9. Urban & Schwarzenberg, Berlin 1932, pp. 274–318.[11]
- Wege der weiblichen Über-Ich Bildung, En: Internationale Zeitschrift für Psychoanalyse, Internationaler Psychoanalytischer Verlag, 23, 1937, pp. 402–412 Online
- Psychotischer Konflikt und Realität. Suhrkamp, Frankfurt 1972.
- Das Selbst und die Welt der Objekte. Suhrkamp, Frankfurt 1973.
- Depression. Suhrkamp, Frankfurt 1983.
- Gefängnisaufzeichnungen.  Judith Kessler, Roland Kaufhold (editores). Psychosozial, Gießen 2015 [12]

### En inglés
- Depression: The Oedipus complex in the development of the depressive mechanisms. The Psychoanalytic Quarterly 12 (1943): 541–560.
- The effect of disappointment on ego and superego formation in normal and depressive development. Psychoanalytic Review 33 (1946): 129–147.
- Observations of the psychological effect of the imprisonment on femal political prisoners. In: K.R. Eissler (Hrsg.): Searchlights on delinquancy. International Universities Press, New York 1949, 341–368.
- Adolescent moods and the remodeling of psychic structures in adolescence. The Psychoanalytic Study of the Child 16 (1961): 164–183.
- The Self and the Object World. Int' University Press, New York 1964.
- Psychotic Conflict and Reality. Int' University Press, New York 1967, Hogarth Press, London 1964.
- Depression: Comparative studies of normal, neurotic and psychotic conditions. Int' University Press, New York 1971.

### Traducciones publicadas en español
- El self (sí mismo) y el mundo objetal, Buenos Aires, Beta, 1969.
- Depresión. Estudios comparativos de condiciones normales, neuróticas y psicóticas, Buenos Aires, Amorrortu, 1990.